# Juozas Gruodis
Juozas Gruodis (* 20. Dezember 1884 in Rokėnai bei Dusetos, Rajongemeinde Zarasai; † 16. April 1948 in Kaunas) war ein litauischer Komponist und Musikpädagoge.

## Leben
Gruodis war Organist in der Provinz, bevor er 1915 bis 1916 am Moskauer Konservatorium und 1920 bis 1924 bei Paul Graener am Konservatorium Leipzig studierte. Nach seiner Rückkehr war er von 1924 bis 1927 Dirigent der Nationaloper. Er gründete das Konservatorium von Kaunas, die erste Musikschule Litauens auf Universitätsniveau, wo er als Rektor und Kompositionslehrer wirkte. Einer seiner Schüler war Julius Juzeliūnas.
Anknüpfend an Mikalojus Konstantinas Čiurlionis verband er in seinen Kompositionen volkstümliche litauische Musik mit den modernen – spätromantischen – Strömungen seiner Zeit. Er komponierte u. a. zwei sinfonische Dichtungen, zwei Orchestersuiten, ein Streichquartett, zwei Klaviersonaten, Lieder, ein Ballett, Schauspielmusiken und Volksliedbearbeitungen.
Nach seinem Namen wurde das Konservatorium Kaunas benannt.